# Raymond (Illinois)
Raymond és una població dels Estats Units a l'estat d'Illinois. Segons el cens del 2000 tenia 927 habitants.

## Demografia
Segons el cens del 2000, Raymond tenia 927 habitants, 393 habitatges, i 273 famílies. La densitat de població era de 284,1 habitants/km².
Dels 393 habitatges en un 29% hi vivien nens de menys de 18 anys, en un 59,3% hi vivien parelles casades, en un 7,6% dones solteres, i en un 30,5% no eren unitats familiars. En el 26,5% dels habitatges hi vivien persones soles el 16,5% de les quals corresponia a persones de 65 anys o més que vivien soles. El nombre mitjà de persones vivint en cada habitatge era de 2,36 i el nombre mitjà de persones que vivien en cada família era de 2,85.
Per edats la població es repartia de la següent manera: un 23,8% tenia menys de 18 anys, un 5,9% entre 18 i 24, un 27,4% entre 25 i 44, un 20,6% de 45 a 60 i un 22,2% 65 anys o més.
L'edat mediana era de 40 anys. Per cada 100 dones de 18 o més anys hi havia 87,3 homes.
La renda mediana per habitatge era de 37.500 $ i la renda mediana per família de 45.341 $. Els homes tenien una renda mediana de 29.750 $ mentre que les dones 22.721 $. La renda per capita de la població era de 18.231 $. Aproximadament el 6% de les famílies i el 8,4% de la població estaven per davall del llindar de pobresa.

## Poblacions més properes
El següent diagrama mostra les poblacions més properes.